# Conophyma sharafii
Conophyma sharafii är en insektsart som beskrevs av Pfadt 1987. Conophyma sharafii ingår i släktet Conophyma och familjen Dericorythidae. Inga underarter finns listade i Catalogue of Life.